# Jørgen Pedersen Gram

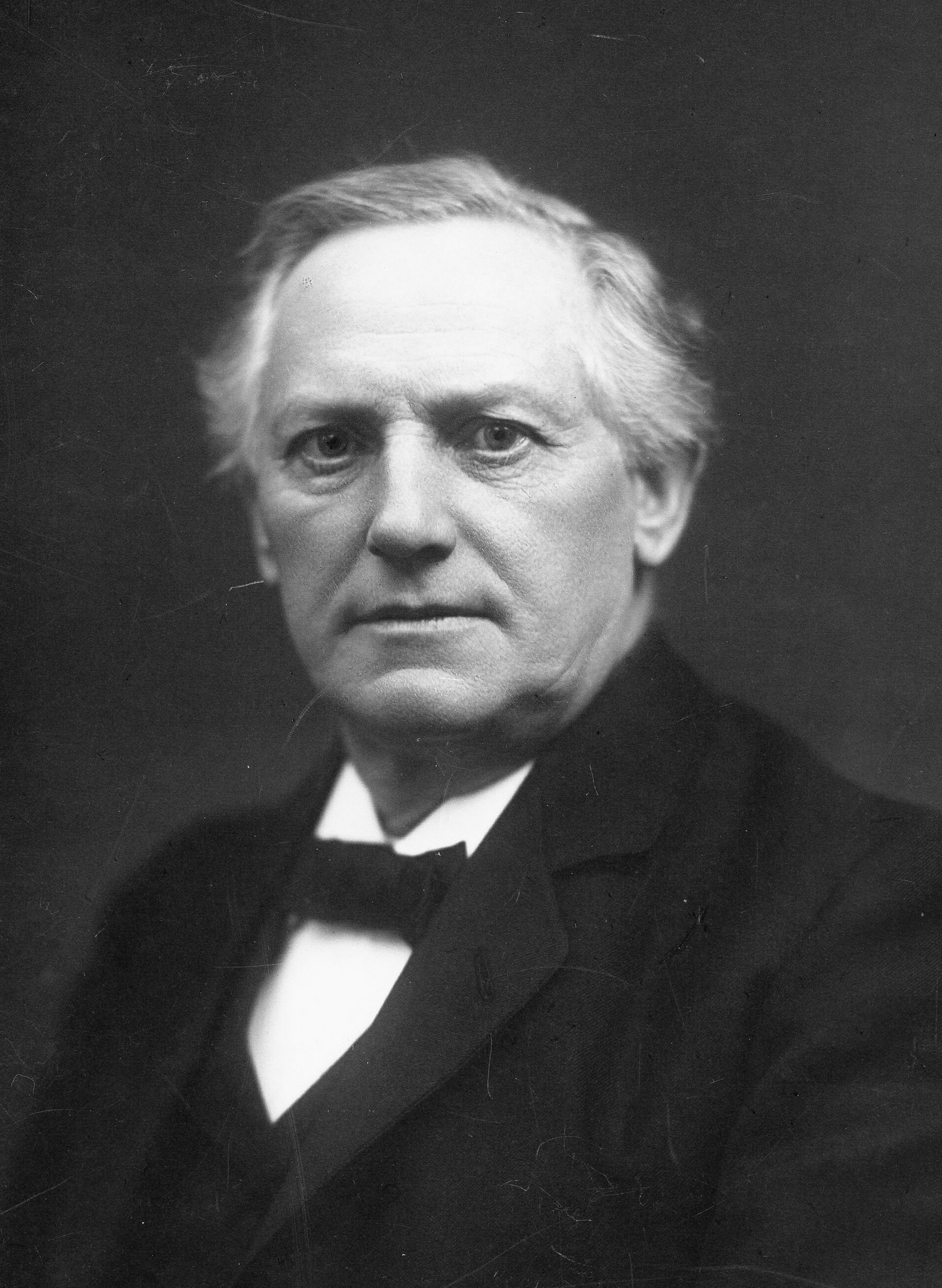
Jørgen Pedersen Gram

Jørgen Pedersen Gram (* 27. Juni 1850 in Nustrup bei Haderslev; † 29. April 1916 in Kopenhagen) war ein dänischer Mathematiker.

## Leben
Gram war der Sohn eines Bauern und ging auf die Kathedralsschule in Ribe. Ab 1868 studierte er Mathematik in Kopenhagen, mit einem Diplom 1873. Ein Jahr später erschien seine erste Veröffentlichung über Invariantentheorie in der Tidskrift for Mathematik und den Mathematischen Annalen. Seit 1875 arbeitete er für die Hafnia Versicherungsgesellschaft. 1879 erhielt er den Doktortitel für eine Veröffentlichung über unendliche Reihen in der Methode der kleinsten Quadrate (erschienen in Crelles Journal für die reine und angewandte Mathematik).
Neben rein mathematischen Arbeiten veröffentlichte er auch Arbeiten über die Forstwirtschaft, wobei er sowohl die mathematische Seite verfolgte, aber auch eigene Experimente mit Bäumen durchführte, um seine Modelle anzupassen. 1884 gründete er seine eigene Versicherungsgesellschaft Skjold, deren Direktor er bis 1910 war. Er blieb aber auch weiter in leitender Position in der Hafnia Versicherung tätig und war 1895 bis 1910 in deren Vorstand. 1910 bis 1916 war er Vorsitzender des dänischen Versicherungsrats.
Gram hielt zwar keine Vorlesungen an der Universität, hielt aber Vorträge vor der Dänischen Mathematischen Gesellschaft und war 1883 bis 1889 Herausgeber der Tidskrift for Mathematik. Außerdem rezensierte er dänische mathematische Arbeiten für das Jahrbuch über die Fortschritte der Mathematik.
Gram war seit 1879 verheiratet und nach dem Tod seiner ersten Frau in zweiter Ehe ab 1896. Er war seit 1888 Mitglied der Dänischen Akademie der Wissenschaften, war lange Jahre deren Schatzmeister und erhielt 1884 deren Goldmedaille für eine Arbeit über Primzahlverteilung. Gram starb auf dem Weg zu einem Treffen der Dänischen Akademie der Wissenschaften, nachdem er von einem Fahrrad angefahren wurde.
Zu seinen Leistungen zählen das Gram-Schmidtsche Orthogonalisierungsverfahren (das aber schon vorher bekannt war, zum Beispiel Laplace und Cauchy) und seine Reihendarstellung der Riemannschen Zetafunktion. Insbesondere war er einer der ersten, der die nichttrivialen Nullstellen der Riemannschen Zetafunktion mit höherer numerischer Genauigkeit berechnete. Er veröffentlichte 1903 seine Ergebnisse für die ersten fünfzehn nichttrivialen Nullstellen. In der Folge seiner Untersuchungen benannte man Gram-Punkte, Gram-Blöcke und die Gramsche Regel für diese Nullstellen.
Auf dem Gebiet der Zahlentheorie korrespondierte er mit Ernst Meissel. In der Theorie der Gitter wird ihm zu Ehren die Matrix der paarweisen Skalarprodukte aller Vektoren einer Basis als Gram-Matrix bezeichnet und ihre Determinante als Gramsche Determinante.